# Futbolo Klubas Trakai 2018
Questa voce raccoglie le informazioni riguardanti il Futbolo Klubas Trakai nelle competizioni ufficiali della stagione 2018.

## Rosa
| N. |                     | Ruolo | Calciatore            |
| -- | ------------------- | ----- | --------------------- |
| 4  | Lituania (bandiera) | C     | Modestas Vorobjovas   |
| 6  | Lituania (bandiera) | D     | Valentin Jeriomenko   |
| 7  | Lituania (bandiera) | D     | Deividas Česnauskis   |
| 8  | Belgio (bandiera)   | D     | Kevin Ntika Bondombe  |
| 9  | Lituania (bandiera) | A     | Donatas Kazlauskas    |
| 11 | Lituania (bandiera) | C     | Vytautas Lukša        |
| 15 | Lituania (bandiera) | D     | Justinas Januševskij  |
| 18 | Russia (bandiera)   | C     | Dinijar Biljaletdinov |
| 19 | Russia (bandiera)   | D     | Evgenij Osipov        |
| 20 | Lituania (bandiera) | D     | Aleksandras Levšinas  |
| 21 | Lituania (bandiera) | D     | Vaidotas Šilėnas      |
| 24 | Lituania (bandiera) | C     | Dovydas Virkšas       |

| N. |                           | Ruolo | Calciatore           |
| -- | ------------------------- | ----- | -------------------- |
| 27 | Costa d'Avorio (bandiera) | C     | Lajo Traoré          |
| 30 | Lituania (bandiera)       | C     | Rokas Masenzovas     |
| 33 | Lituania (bandiera)       | D     | Valdemaras Borovskis |
| 43 | Belgio (bandiera)         | A     | Etienne Mukanya      |
| 45 | Lituania (bandiera)       | A     | Edvinas Baniulis     |
| 49 | Lituania (bandiera)       | C     | Svajūnas Čyžas       |
| 50 | Lituania (bandiera)       | C     | Justinas Marazas     |
| 55 | Lituania (bandiera)       | P     | Tomas Švedkauskas    |
| 71 | Russia (bandiera)         | A     | Vadim Manzon         |
| 75 | Lituania (bandiera)       | C     | Ernestas Stočkūnas   |
| 99 | Lituania (bandiera)       | P     | Vincentas Šarkauskas |